# Церква Чончі
Церква Чончі або церква Святого Карла Борромео (ісп. Iglesia de Chonchi, Iglesia de San Carlos Borromeo) — католицька церква в Чончі, на архіпелазі Чилое, регіон Лос-Лагос, Чилі.
Церква Чончі є  національною пам'яткою Чилі з 1971 року, однією з 16 церков Чилое, які були оголошені ЮНЕСКО об'єктами всесвітньої спадщини 30 листопада 2000 року.
Покровителем церкви  є Карло Борромео, якого вшановують 4 листопада.
Церква належить до парафії Сан-Карлос, Чончі, з єпархії Анкуд.

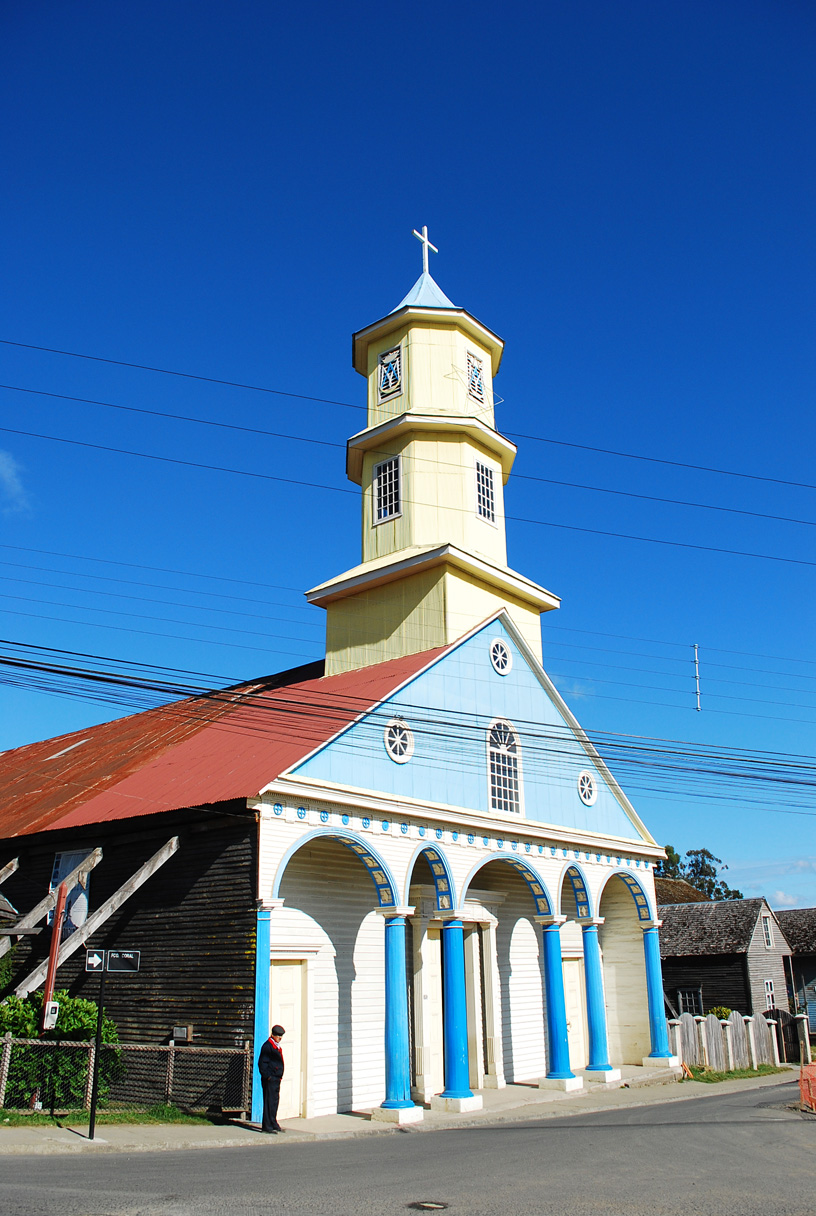